# Reformationsjubiläum 2017

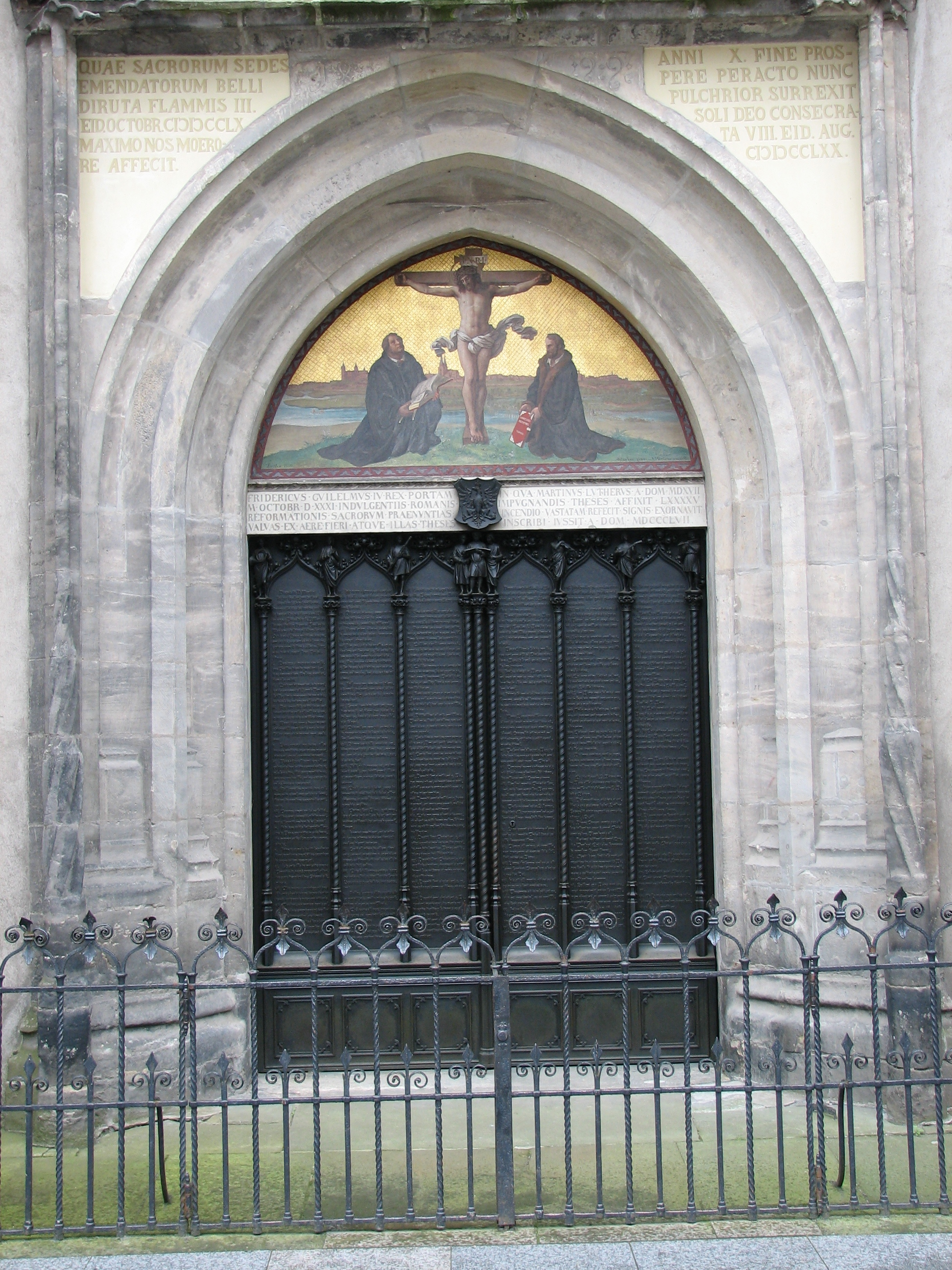
Die Thesentür der Schlosskirche in Wittenberg

Mit dem Reformationsjubiläum 2017 wurde im Zeitraum 2016/2017 der 500. Jahrestag des Beginns der Reformation begangen. Das Jubiläum war weltweit der Höhepunkt der Luther- / Reformationsdekade. Im gesamten Zeitraum fanden weit über eintausend Veranstaltungen, Tagungen und Ausstellungen statt.

## Organisation
Aufgrund der herausragenden Bedeutung des Jubiläums über theologische Aspekte hinaus wurde von Bund und Ländern die Staatliche Geschäftsstelle „Luther 2017“ geschaffen. Die in Lutherstadt Wittenberg ansässige Einrichtung war ein bundesweit zentraler Akteur bei der Koordinierung und Vernetzung der Partner für die Lutherdekade und das Reformationsjubiläum 2017. Eine der zentralen Aufgaben der Staatlichen Geschäftsstelle bestand darin, nicht-kirchliche Akteure wie Kulturschaffende, Kommunen, Museen oder Bundesländer in das Jubiläum einzubinden und damit die wichtige Dimension des Ereignisses auch außerhalb kirchlicher Strukturen aufzuzeigen.
Parallel richtete die Evangelische Kirche in Deutschland (EKD) in Wittenberg die Geschäftsstelle „Luther 2017 – 500 Jahre Reformation“ ein. Sie war der Anlaufpunkt für kirchliche Akteure, ob Körperschaften, Gemeinden oder Einzelpersonen. Die beiden Geschäftsstellen arbeiteten eng zusammen. Die Lizenz für das Logo „Luther 2017 – 500 Jahre Reformation“ wurde von den Geschäftsstellen gemeinsam vergeben und stand den Akteuren des Reformationsjubiläums kostenfrei zur Verfügung.
Zur Durchführung der kirchlichen Großprojekte gründeten der Deutsche Evangelische Kirchentag (DEKT) und die Evangelische Kirche in Deutschland (EKD) den Reformationsjubiläum 2017 e. V. mit Sitz in Lutherstadt Wittenberg. Die Gründungsversammlung war am 2. Oktober 2012. Der Verein verantwortete für den 36. Deutschen Evangelischen Kirchentag die Realisierung des Festwochenendes auf den Elbwiesen vor Wittenberg mit dem Festgottesdienst und dem Bürgerfest am 28. Mai 2017. Ebenso trug der Verein die organisatorische Verantwortung für den Europäischen Stationenweg, die „Kirchentage auf dem Weg“, die zwischen dem 25. und 27. Mai 2017 in Leipzig, Magdeburg, Erfurt, Jena/Weimar, Dessau-Roßlau und Halle/Eisleben stattfanden. Mit der in der EKD entwickelten, ursprünglich als „EXPO 2017 des Protestantismus“ projektierten Ausstellung „Tore der Freiheit – Weltausstellung der Reformation“, die in Wittenberg vom 20. Mai bis zum 10. September 2017 stattfand, war der Reformationsjubiläum 2017 e. V. ebenso beauftragt, wie mit der Organisation der begleitenden Camps für Konfirmanden und Jugendliche. Mit dieser Zusammenarbeit zwischen dem Deutschen Evangelischen Kirchentag (DEKT) und der Evangelischen Kirche in Deutschland (EKD) betraten die verfasste Kirche und die Kirchentagsbewegung Neuland.
Für die inhaltliche Zusammenarbeit zwischen DEKT und EKD wurde ein Leitungskreis berufen, dessen Vorsitz zunächst Reinhard Höppner und später Gerhard Robbers hatten. Es wurden zahlreiche Projektleitungen berufen. Für die „Tore der Freiheit – Weltausstellung der Reformation“ übernahm Margot Käßmann die Projektleitung.
Die EKD ernannte ihre ehemalige Ratsvorsitzende Margot Käßmann zudem zur Botschafterin des Rates der Evangelischen Kirche in Deutschland (EKD) für das Reformationsjubiläum 2017.
Die Deutsche Zentrale für Tourismus konzentrierte im Vorfeld des Reformationsjubiläums in Zusammenarbeit mit der Kampagne „Luther 2017“ ihre Aktivitäten auf die Vermarktung des Ereignisses. Die ersten Planungen hierzu begannen 2012. Im Visier der Kampagne standen zwei unterschiedliche Zielgruppen in aller Welt, zum einen kulturinteressierte Deutschland-Reisende, zum anderen Kirchengemeinden und religiös motivierte Touristen, vor allem aus den „klassischen Gemeinschaften der Reformation“, d. h. den weltweit 426 Millionen Menschen und damit 5,8 Prozent der Weltbevölkerung, deren Glaube in der Tradition der Reformation steht. Die DZT sorgte ab 2012 dafür, dass das Thema Luther weltweit auf Tourismusbörsen und in Medien präsent war. Die deutsche Fremdenverkehrswirtschaft erhofft sich vom Lutherjahr 2017 eine Stärkung der weltweiten Marktposition Deutschlands als Kulturreiseland.

## Auswirkungen und Ereignisse

### International
Unter dem Titel „Here I Stand …“ fanden innerhalb der Luther-Dekade drei Ausstellungen zum Leben und Wirken Martin Luthers in den Städten Minneapolis, New York City und Atlanta statt. Das bedeutendste Kunstwerk, das im Zuge des Reformationsjubiläums 2017 entstand, ist die Skulptur man in a cube von Ai Weiwei, mit der der chinesische Künstler Luther ausdrücklich würdigte.

### Bundesweiter Feiertag
Anlässlich des Reformationsjubiläums war der Reformationstag am 31. Oktober 2017 in Deutschland einmalig ein bundesweiter gesetzlicher Feiertag. Dazu hatten alle Bundesländer, in denen der Reformationstag normalerweise kein Feiertag ist, Gesetze bzw. Verordnungen erlassen, die den 31. Oktober zum gesetzlichen Feiertag erklärten.
Gegen die 2014 noch in der Diskussionsphase befindliche Maßnahme protestierte die Bundesvereinigung der Deutschen Arbeitgeberverbände (BDA), die darauf hinwies, dass ein „generell arbeitsfreier Feiertag […] Betriebe mit Kosten belasten [würde], ohne einen Beitrag für eine nachhaltige Diskussion über die Bedeutung der Reformation zu leisten“.
In der Folge des Reformationsjubiläums wurde der Reformationstag bereits ab 2018 in weiteren Bundesländern arbeitsfreier Feiertag: Schleswig-Holstein, Hamburg, Niedersachsen, und Bremen.

### Überarbeitung der Lutherbibel
Die Evangelische Kirche in Deutschland (EKD) nahm das Jubiläum zum Anlass, eine Revision der von ihr herausgegebenen Lutherbibel vorzunehmen. Diese erschien unter dem Schlagwort Lutherbibel 2017 am 19. Oktober 2016 bei der Deutschen Bibelgesellschaft und wurde am 30. Oktober 2016 während eines Festgottesdienstes in der Eisenacher Georgenkirche offiziell den Gemeinden übergeben. Mit der Leitung des Lenkungsausschusses für die Revision der Lutherbibel hatte der Rat der EKD seit 2010 Christoph Kähler (1981–2001 Neutestamentler in Leipzig, bis 2009 Landesbischof der Evang.-Luth. Kirche in Thüringen bzw. in der Evang. Kirche in Mitteldeutschland) beauftragt. Er ging in diversen Beiträgen und Vorträgen der Frage nach, ob eine Revision derjenigen Bibel, die in ihrem Wortlaut auf Martin Luther zurückgeht, nicht ein Widerspruch in sich selbst sei. Doch er zeigte dabei auf, was eine neue Ausgabe der Übersetzung bedeuten kann, die über Jahrhunderte Kirche und Kultur nicht nur in Deutschland, sondern in weiten Teilen Europas geprägt hat. Er nannte dabei u. a. die Gründe für eine neue Revision, beschrieb das Verfahren der Revision und erläuterte exemplarisch die Ergebnisse der Revision von 2017.

### Europäischer Stationenweg
Anlässlich des Reformationsjubiläums wurde am 3. November 2016 in Genf der Europäische Stationenweg eröffnet. Er verband zentrale Orte der Reformation in 18 europäischen Ländern symbolisch miteinander und verdeutlichte so die globale Dimension der Reformation. Ein „Reformationstruck“ bereiste die Städte, beginnend am 3. November im calvinistisch geprägten Genf und endend am 20. Mai 2017 im lutherisch geprägten Wittenberg, nacheinander und verband sie so symbolisch miteinander. Durch die Wahl des Start- und des Zielorts wurde die Zusammengehörigkeit des reformierten und des lutherischen Zweigs des Protestantismus signalisiert.

### freiTÖNE. Liederbuch zum Reformationssommer 2017
Anlässlich der Feier des Reformationsjubiläums bildeten die Evangelische Kirche in Deutschland (EKD) und der Deutsche Evangelische Kirchentag 2017 eine Kooperation, um in dem Liederbuch freiTÖNE Lieder aus fünf Jahrhunderten zusammenzustellen. freiTÖNE enthält Lieder aus der Feder von Martin Luther, aus dem Evangelischen Gesangbuch und aus Kirchentagsliederbüchern. Neu sind mehr als 40 Lieder, die speziell für den Reformationssommer und den Kirchentag Berlin-Wittenberg getextet und komponiert wurden. Die Herausgeber legten großen Wert darauf, viele Lieder mehrstimmig abzudrucken und viele mehrsprachige Lieder aus der internationalen Ökumene hineinzunehmen. Die Evangelisch-lutherische Landeskirche Hannovers hat im November 2018 die freiTÖNE als Beiheft zum Evangelischen Gesangbuch in ihren Gemeinden eingeführt.

### Deutscher Evangelischer Kirchentag
Vom 24. bis 28. Mai 2017 fand der 36. Deutsche Evangelische Kirchentag in Wittenberg und Berlin statt. Zusätzlich fanden in Mitteldeutschland sechs „Kirchentage auf dem Weg“ statt. So sollten den Teilnehmern authentische Orte der Reformation gezeigt werden. Die „Kirchentage auf dem Weg“ fanden in Magdeburg, Halle/Eisleben, Jena/Weimar, Erfurt, Leipzig und Dessau-Roßlau statt. Der Festgottesdienst des Kirchentags fand auf den Elbwiesen in Wittenberg statt.
Festwochenende auf den Elbwiesen in Wittenberg
Die Evangelische Kirche in Deutschland (EKD) und der Deutsche Evangelische Kirchentag (DEKT) einigten sich im August 2012, aus Anlass des Reformationsjubiläums 2017 einen „Großgottesdienst“ in Wittenberg durchzuführen. Die Federführung für die Umsetzung lag bei dem Deutschen Evangelischen Kirchentag (DEKT). Die Organisation wurde dem Reformationsjubiläum 2017 e. V. übertragen. Für die Werbung wurde der Slogan „Können wir ein frohes Fest auch im Mai feiern?“ ausgesucht.
In den ersten Planungen gingen die Verantwortlichen von rund 200.000 bis 300.000 Teilnehmer aus. Als geeignetes Gelände war zunächst eine Wiese an der L131 östlich des Wittenberger Ortsteiles Pratau im Blick. Die konkreten Planungen für den Gottesdienst konzentrierten sich dann auf ein am Elbdeich gelegenes früheres Flugfeld, das in unmittelbarer Nachbarschaft der ehemaligen Brückenkopf-Kaserne liegt, in der sich heute ein Hotel befindet. Obwohl das Gelände im Juni 2013 bei einem Jahrhunderthochwasser von der Elbe überflutet worden war, wurde der Gedanke, den Gottesdienst nach Berlin zu verlegen, verworfen. Um das Gelände für eine Großveranstaltung zu erschließen, mussten umfangreich Wege befestigt und Bau-, Sicherheits- und Umweltauflagen erfüllt werden. Eine eigens aufgebaute Pontonbrücke verkürzte den Fußweg aus der Wittenberger Innenstadt und vom Altstadt Bahnhof. Pioniere aus der Kaserne in Havelberg und das Technische Hilfswerk errichteten die provisorische Brücke.
Das zwischen der Evangelischen Kirche in Deutschland (EKD) und dem Deutschen Evangelischen Kirchentag (DEKT) verabredete Konzept sah vor, dass der Großgottesdienst den 36. Deutschen Evangelischen Kirchentag in Berlin/Wittenberg abschließen und mit den Veranstaltungen in weiteren Veranstaltungen, die im Laufe des Jahres 2017 in Wittenberg durchgeführt werden sollten, verbinden sollte. Im Laufe der konkreten Vorbereitungen passte der Kirchentag das Konzept des „Großgottesdienstes“ dem Motto des Deutschen Evangelischen Kirchentags, „Du siehst mich“ an und band die örtlichen Partner in die weiteren Vorbereitungen ein. Der Titel lautete „Festwochenende“, das den eigentlichen Gottesdienst in eine Reihe vorbereitender Veranstaltungen, die schon am 27. Mai 2017 begannen, und in ein Nachmittagsprogramm, einbettete.
Am Abend des 27. Mai 2017 wurde ein ökumenisches Gebet mit Gesängen aus Taizé abgehalten. Für diese „Nacht der Lichter“ waren Brüder der Communauté de Taizé und Schwestern der Gemeinschaft vom Heiligen Andreas angereist. Die örtlichen Kirchen übernahmen Teile der inhaltlichen Ausgestaltung. Frère Alois, Prior der Communauté de Taizé und Landesbischof Heinrich Bedford-Strohm, Vorsitzender des Rates der Evangelischen Kirche in Deutschland (EKD), leiteten das Gebet. Alle Teilnehmenden konnten die Nacht zum 28. Mai 2017 auf dem Gelände verbringen und den Gottesdienst am 28. Mai 2017 ohne erneute Anreise mitfeiern.
Der evangelische Festgottesdienst fand unter dem Titel „Festgottesdienst – von Angesicht zu Angesicht (1. Korintherbrief 13)“ am 28. Mai 2017 statt. Kirchentagspastor Arnd Schomerus leitete den Gottesdienst. Die Predigt hielt Erzbischof Thabo Makgoba. Etwa 2400 Geistliche aus allen Konfessionen des Protestantismus beteiligten sich an der evangelischen Abendmahlsfeier. Die Gesamtverantwortung für die Musik während des Gottesdienstes hatte Ralf Grössler aus Dötlingen. Bundespräsident Frank-Walter Steinmeier wohnte der Feierlichkeit bei und sprach im Anschluss an die christliche Feier ein Grußwort. Zahlreiche prominente Vertreter staatlicher, gesellschaftlicher und religiöser Institutionen und Organisationen waren unter den Teilnehmenden.
Nach dem Gottesdienst fanden am selben Ort ein Bürgerfest mit einem Picknick und ein Großkonzert statt. Konstantin Wecker gehörte zu den Künstlern, die an dem Konzert auf der Bühne mitwirkten. Ungewöhnlich hohe Temperaturen und anhaltender Sonnenschein prägten den 28. Mai 2017.
Während der Live-Übertragung korrigierte das Fernsehen die Teilnehmerzahlen mehrfach nach unten. Wenige Tage nach dem „Festwochenende“ wurden die vom Reformationsjubiläum 2017 e. V. genannten Teilnehmendenzahl („120000“) öffentlich diskutiert, da es wohl nur 25000 waren.

### Nationale Sonderausstellungen
Drei große, sich ergänzende Sonderausstellungen waren in Berlin, Wittenberg und auf der Wartburg in Eisenach zu sehen. Die Ausstellung „Der Luther-Effekt“ des Deutschen Historischen Museums in Berlin befasste sich mit den weltweiten Auswirkungen der Reformation bis in die heutige Zeit. Auf der Wartburg zeigte die Schau „Luther und die Deutschen“ das Luther-Bild, das sich die verschiedenen Epochen machten. Die dritte Ausstellung „Luther! 95 Schätze – 95 Menschen“ sollte Besuchern des Augusteums in Wittenberg den Menschen Martin Luther näherbringen. In ihrem zweiten Teil wurden 95 Personen vorgestellt, die mit Luther verbunden sind.

### Weitere Sonderausstellungen
- 1523 – Thomas Müntzer. Ein Knecht Gottes (Pfalz Allstedt in Allstedt)
- Adel und Reformation (Burg Gnandstein in Schloss Nossen)
- Bach und Luther (Bach-Museum Leipzig)
- Bildungsereignis Reformation (Museum für Kunst und Kulturgeschichte der Philipps-Universität Marburg in Marburg)
- Bürger, Pfarrer, Professoren. St. Marien in Frankfurt und die Reformation (Städtisches Museum Viadrina, St.-Marien-Kirche und St.-Gertraud-Kirche in Frankfurt an der Oder)
- Das Merseburger Experiment. Fürst Georg III. von Anhalt als Reformator und evangelischer Bischof (1544–1548) (Kulturhistorisches Museum Schloss Merseburg in Merseburg)
- Das Netz des neuen Glaubens. Rostock, Mecklenburg und die Reformation im Ostseeraum (Kulturhistorisches Museum in Rostock)
- Der geteilte Himmel. Reformation und religiöse Vielfalt an Rhein und Ruhr (Ruhr-Museum in Essen)
- Der Meister von Meßkirch. Katholische Pracht in der Reformationszeit (Staatsgalerie Stuttgart)
- Der Schmalkaldische Bund – Der politische Arm der Reformation (Schloss Wilhelmsburg in Schmalkalden)
- Du bist frei. Reformation für Jugendliche (Franckesche Stiftungen in Halle (Saale))
- „Er tut mehr Schaden als Luther und Melanchthon“: Johann Friedrich I. von Sachsen – Als Glaubenskämpfer in der Gefangenschaft (Stadtmuseum von Jena)
- Frauen der Reformation (Stadtkirche St. Wenzel in Naumburg (Saale))
- Freiheit – Wahrheit – Evangelium: Reformation in Württemberg (Kunstgebäude Stuttgart, Klöster Alpirsbach, Bebenhausen und Maulbronn)[34]
- Fünf Jahrhunderte. Die Sorben und die Reformation (Sorbisches Museum in Bautzen)
- Gegen Kaiser und Papst. Magdeburg und die Reformation (Kulturhistorisches Museum Magdeburg)
- Georg Spalatin – Martin Luthers Weggefährte in Altenburg (Residenzschloss und St. Bartholomäi in Altenburg)
- Gottes Werk und Wort vor Augen (Grassimuseum in Leipzig)
- Im Aufbruch – Reformation 1517/1617 – in Braunschweig (Braunschweigisches Landesmuseum in Braunschweig)
- Ketzer, Spalter, Glaubenslehrer – Luther aus katholischer Sicht (Lutherhaus Eisenach)[35]
- Lucas Cranach und die Motive der Reformation (Museum der bildenden Künste Leipzig)
- Luther. 1917 bis heute (LWL-Landesmuseum für Klosterkultur in Dalheim (Lichtenau))
- Luther, Kolumbus und die Folgen (Germanisches Nationalmuseum in Nürnberg)[36]
- Luther – Leipzig – Letterpress! Martin Luther macht Druck (Museum für Druckkunst in Leipzig)
- Luther, Lieder und Kanzlei (Stadtmuseum Meißen)
- Luther im Visier der Bilder (Institut für Stadtgeschichte / Vestisches Archiv Recklinghausen)[37]
- Luthers ungeliebte Brüder – Alternative Reformationsideen in Thüringen (Bauernkriegsmuseum Kornmarktkirche in Mühlhausen)
- Luthers Norden (Pommersches Landesmuseum in Greifswald und Schloss Gottorf in Schleswig)
- Matthäus Alber – der „Luther Schwabens“ (Heimatmuseum Reutlingen)
- Medien der Reformation – Kampf der Konfessionen „Shitstorm“ in der Renaissance? (Reichsstadtmuseum in Rothenburg ob der Tauber)
- Mit dem Schwert oder festem Glauben – Luther und die Hexen (Mittelalterliches Kriminalmuseum in Rothenburg ob der Tauber)[38]
- Musikam habe ich allzeit lieb gehabt – Zur Geschichte der protestantischen Reformation (Kreismuseum Finsterwalde)
- Reformation! Der Südwesten und Europa (Reiss-Engelhorn-Museen in Mannheim)
- Reformation begreifen – Das Elbe-Elster-Land im 16. Jahrhundert (Kreismuseum Bad Liebenwerda)
- Reformation und Freiheit. Luther und die Folgen für Preußen und Brandenburg (Haus der Brandenburgisch-Preußischen Geschichte in Potsdam)[39]
- Reformationen – Der große Umbruch am Oberrhein (Dreiländermuseum in Lörrach)[40][41]
- Ritter, Bauern, Lutheraner – Bayerische Landesausstellung 2017 (Veste Coburg und Morizkirche in Coburg)[42]
- Schauplätze der Reformation (Herzogliches Museum Gotha)
- Sensation, Propaganda, Widerstand: Luther, das Flugblatt und die Folgen (Deutsches Buch- und Schriftmuseum in Leipzig)
- Text: Luther & Musik: Bach (Bachhaus Eisenach)
- Torgau. Residenz der Renaissance und Reformation (Schloss Hartenfels in Torgau)
- Von Cranach zur BILD-Zeitung. 500 Jahre Kirchen- und Kulturgeschichte im Spiegel von Lutherbildnissen (IKZG-RE in Recklinghausen)[43]
- Zwischen Pfarrhaus und Ratssaal – Die Reformation im Amt Mühlberg (Museum Mühlberg 1547 in Mühlberg)

### Wanderausstellungen zum Verhältnis Luthers zu Juden und Judentum
Anlässlich des Reformationsjubiläums erarbeitete die Evangelisch-Lutherische Kirche in Norddeutschland (Nordkirche) die Wanderausstellung „Ertragen können wir sie nicht“ – Martin Luther und die Juden, die das Verhältnis Martin Luthers zu Juden und Judentum thematisiert. Die Ausstellung wurde erstmals Ende 2013 in Hamburg gezeigt und ist seit Anfang 2014 über die Nordkirche sowie mittlerweile fünf andere evangelische Landeskirchen in Deutschland ausleihbar. Sie wurde seither an zahlreichen Orten in Deutschland gezeigt und war 2017 auch in Dänemark zu sehen.
Die Evangelische Kirche Berlin-Brandenburg-schlesische Oberlausitz (EKBO) hat aus gleichem Anlass eine Wanderausstellung zur selben Thematik geschaffen, die den Titel Martin Luther und das Judentum – Rückblick und Aufbruch trägt. Die von der EKD ko-finanzierte Ausstellung wurde von einer gemeinsamen Arbeitsgruppe der EKBO und des jüdischen Touro Colleges Berlin erarbeitet und erstmals im Herbst 2015 in der Berliner Sophienkirche vorgestellt. Seither wurde sie an verschiedenen Orten in Deutschland gezeigt. Auf den Tafeln der Ausstellung sind jüdische und christliche Perspektiven dargestellt.
Die 12. Synode der EKD verabschiedete auf ihrer 2. Tagung (8. bis 11. November 2015) in Bremen die grundlegende Kundgebung „Martin Luther und die Juden. Notwendige Erinnerung zum Reformationsjubiläum“.

### EKD schlägt ein ökumenisches Christusfest vor
Jahrhundertfeiern zum Reformationstag waren bislang Anlass zur Abgrenzung der Konfessionen voneinander. Dies sollte 500 Jahre nach dem Thesenanschlag Martin Luthers in Wittenberg nach dem Willen der beiden großen christlichen Kirchen in Deutschland im Jahr 2017 erstmals anders werden.
Der EKD-Ratsvorsitzende Landesbischof Heinrich Bedford-Strohm und der Vorsitzende der Deutschen Bischofskonferenz, Kardinal Reinhard Marx, hielten das im Mai/Juni 2015 in einem offiziellen Briefwechsel fest. Der EKD-Ratsvorsitzende schreibt dort: „Nicht allein durch die epochalen Impulse des II. Vaticanum, die die ökumenische Gesprächssituation zwischen unseren Kirchen ganz neu eröffnet haben, sondern auch durch die theologisch exakte Verständigungsbemühung ist ein ökumenisches Vertrauen zwischen unseren Kirchen gewachsen, die Bereiche eines gemeinsamen Gestaltens des Erinnerns erlauben; dafür ist die EKD sehr dankbar.“ Auf diesem Fundament stehen die ökumenischen Perspektiven für 2017: „Das Reformationsjubiläum 2017 ist im Kern ein Christusfest, das die Botschaft von der freien Gnade Gottes ausrichten will an alles Volk.“
In seinem Antwortschreiben würdigt Kardinal Marx die Einladung der EKD als „einen Ausdruck verlässlicher Beziehungen. Sie zeigt, dass die EKD ihr Reformationsjubiläum nicht feiern möchte, ohne ihre ökumenischen Partner mit einzubinden.“ Durch den ökumenischen Dialog in den vergangenen Jahrzehnten sei bewusst geworden, „dass uns der Glaube an Jesus Christus, das Lesen der Heiligen Schrift und das sakramentale Band der Taufe zutiefst miteinander verbinden“, so Kardinal Marx.
Die beiden großen Kirchen ständen in der gemeinsamen Verantwortung, „dass durch das Reformationsgedenken die Annäherung, die zwischen unseren Kirchen erreicht wurde, nicht gefährdet wird, ja mehr noch, dass wir unsere Einheit im Glauben sichtbar werden lassen und ihr in einer Weise Ausdruck verleihen, die die Christen in ihrem Glauben bestärkt und die die Menschen, die unseren Kirchen fern stehen, uns als Brüder und Schwestern im Glauben erleben lässt. Unser gemeinsames Zeugnis für Jesus Christus ist heute in unserer Gesellschaft und bei der Suche vieler Zeitgenossen nach Halt und Orientierung von besonderer Dringlichkeit.“
Die EKD bekräftigte in dem Schreiben des Ratsvorsitzenden ihre Einladung an die Deutsche Bischofskonferenz, die Erinnerung an den Thesenanschlag zum Anlass zu nehmen, gemeinsam ein Christusfest zu feiern.

### Ökumenische Pilgerfahrt ins Heilige Land
Vom 16. bis 22. Oktober 2016 unternahmen Mitglieder der Deutschen Bischofskonferenz und des Rates der EKD eine ökumenische Pilgerfahrt ins Heilige Land zu den gemeinsamen Quellen des Glaubens. Kurz vor dem Beginn des Reformationsjubiläums sollte das ein betont ökumenischer Auftakt sein.

### Versöhnungsgottesdienst
Am 11. März 2017 veranstalteten die katholische Deutsche Bischofskonferenz und die Evangelische Kirche in Deutschland einen ökumenischen Buß- und Versöhnungsgottesdienst in der Michaeliskirche in Hildesheim. Dabei sollten die in vergangenen Jahrhunderten geschlagenen Wunden benannt und Gott um Vergebung gebeten werden. Das Erste übertrug den Gottesdienst live.

### Weltausstellung Reformation „Tore der Freiheit“
Die Weltausstellung Reformation „Tore der Freiheit“ war eine Open-Air-Ausstellung, die im Reformationssommer, vom 20. Mai bis 10. September 2017, die Lutherstadt Wittenberg in eine Erlebniswelt verwandelte.
Die Durchführung der Weltausstellung Reformation war von der Evangelischen Kirche in Deutschland (EKD) dem Reformationsjubiläum 2017 e. V. übertragen worden. Die Geschäftsführung des Reformationsjubiläum 2017 e. V. teilten sich die langjährigen Geschäftsführer des Deutschen Evangelischen Kirchentages (DEKT) Hartwig Bodmann und Ulrich Schneider. Sie richteten die Geschäftsstelle im ehemaligen Gebäude des Wittenberger Melanchthon-Gymnasiums ein. Die Geschäftsstelle hatte zeitweise bis zu 200 Mitarbeitende. Die Weltausstellung wurde in Gegenwart von Bundespräsident Frank-Walter Steinmeier eröffnet. Die Leiterin des Projektes war Margot Käßmann. Sie hielt die Eröffnungspredigt.
Das Ausstellungsgelände zog sich durch die Wallanlagen um die Altstadt herum. An vielen Orten der Stadt präsentierten sich rund 80 Organisationen, Vereine und Kirchen. Die Veranstalter unternahmen den Versuch, die Gäste der Stadt Wittenberg für Themen der Reformation zu interessieren. In sieben sogenannten Torbereichen wurden Themen kompakt gebündelt. Die Torbereiche waren von Studierenden deutschsprachiger Hochschulen konzipiert worden. In Torbereich 1 war die „größte Bibel der Welt“ aufgestellt. Der vollständige Text der Lutherbibel war auf einer großen Kunststofffolie abdruckt: Diese Installation aus Gerüstelementen diente auch als Aussichtsturm. Im Torbereich 2 sollten die Reflexionen und Lichteffekte, die lange Spiegelwege erzeugten, an spirituelle Erfahrungen erinnern und neue Perspektiven erzeugen. Hier fanden täglich christliche Andachten statt. Holzpfähle, die nach und nach bemalt werden konnten, führten in den Themenbereich 3 ein: Hier ging es um Orientierung. Den Jugendlichen stand ein Bereich für kreative Projekte zur Verfügung. Mit Flechtboten war im Laufe des Sommers im Torbereich 4 der „Schwanenteich“ in den Wallanlagen belegt. Diese, symbolisch angedeuteten, Boote erinnerten an die Flüchtlinge, die über das Mittelmeer nach Europa kommen. Im Laufe des Sommers wurde das Material dieser Boote in Kunstwerke umgewandelt. In diesem Bereich wurden die Themen aus dem Bereich Konziliarer Prozess aufgegriffen und Texte aus dessen Schlussdokument zitiert. Verglaste Lieferwagenanhänger dienten im Torbereich 5 als mobile „Glaspaläste“ in denen Auswirkung der Globalisierung ausgestellt werden konnten. Der Torbereich 6 Kultur führte zu der Ausstellung „Luther und die Avantgarde“. In den Zellen des früheren Wittenberger Gefängnisses thematisierten Künstler das Thema Freiheit. In Lichtwolken, die über dem Torbereich 7, der den Themen der Ökumene und Religionen gewidmet war, schwebten, konnten an den Feiertagen der Weltreligionen von den Gästen auf Folien notierte Wünsche eingelegt werden.
Die Ausstellung wurde von dem Riesenrad der Seelsorgedienste der Evangelischen Kirche in Deutschland (EKD) weithin sichtbar geprägt. Zu den aufwändigen Beiträgen aus den deutschen evangelischen Landeskirchen zählten der „Erlebnisraum Taufe“ der Ev.-Luth. Landeskirche Hannovers, die Installation „Württemberg in Wittenberg“, die Lichtkirche der Evangelischen Kirche in Hessen-Nassau mit einem „Segensroboter“, der auf das Thema künstliche Intelligenz und Schöpfungsglauben kontrastierte. Der „Bayrische Garten“, den die Evangelisch-Lutherische Landeskirche in Bayern verantwortete, zeigte eine überlange Holzinstallation aus 2017 Teilen als „die längste Krippe der Welt“. Der Schweizer Pavillon „Prophezey“ war die einzige nicht deutsche Präsenz, die während der gesamten Laufzeit der Ausstellung in Wittenberg zu sehen war. Eine neue Zürcher Bibel wurde auf einer eigens nachgebauten historischen Druckerpresse gedruckt. Einzelne Seiten konnten die Besuchenden selber herstellen und als Souvenir mitnehmen. Die Beteiligung der lutherischen Kirchen aus aller Welt wurde durch ein „Himmelszelt“ im Luthergarten sichergestellt. Im wöchentlichen Wechsel sorgten die Mitgliedskirchen des Lutherischen Weltbundes für Programm. Die Gemeinschaft Evangelischer Kirchen in Europa (GEKE) wechselte wöchentlich das Programm. Gemeinden deutscher Sprache im Ausland und die ökumenischen Partner der Evangelischen Kirche in Deutschland (EKD) waren im Wochenrhythmus im „Gasthaus Ökumene“ vertreten. Evangelische Schulen hatten unter der Federführung der Bildungsabteilung der EKD das weltweite Netzwerk „schools500reformation“ gegründet und 500 Schüler von allen Kontinenten zu einem „Global schools500reformation Day“ eingeladen. Im Bereich um die Kirche der katholischen Pfarrei Sankt Marien Wittenberg waren Diözesen der Katholischen Deutschen Bischofskonferenz für das Programm „Katholisch in Lutherstadt“ verantwortlich.
Zusätzlich zu den Präsenzen der einzelnen Kirchen und kirchlichen Organisationen wurden Themenwochen angeboten. Für die Themenwoche „Ökumene“ und die Themenwoche „Religionen“ konnten bekannte Referenten gewonnen werden. Kardinal Walter Kasper würdigte Martin Luther. Der Reformator habe den „Glutkern des Evangeliums“ neu entdeckt. Das Reformationsjahr sei ungeplant „zu einem Kairos geworden“. Der Rabbiner Walter Homolka predigte aus Anlass einer „Kabbalat Shabbat-Feier mit Kerzenanzünden“, die in Wittenberg nach über 70 Jahren erstmals wieder stattfand. Neben Kardinal Walter Kasper und Rabbiner Walter Homolka engagierten sich der Vorsitzende des Zentralrats der Muslime in Deutschland, Aiman Mazyek, der Direktor der Amity Foundation, Qiu Zhonghui, Sabine Bobert und viele weitere Persönlichkeiten des öffentlichen Lebens für die Themen der Ökumene und den Dialog der Weltreligionen. Das Programm der Themenwochen wurde, mangels Interesses der Besuchenden, während der Weltausstellung reduziert.
Mit täglichen christlichen Gebeten im Torbereich „Spiritualität“ und auf dem Marktplatz in Wittenberg wurden die Ausstellungstage eröffnet und abgeschlossen.
Großen Zuspruch fand das abendliche Bühnenprogramm, für das an der Schlossmauer eigens eine Großbühne mit einem Veranstaltungsgelände errichtet war. Hier traten Max Giesinger, Culcha Candela, die Creative Kirche Witten mit dem Pop-Oratorium-Luther und viele weitere Kulturschaffende aus Deutschland auf.
Für die Jugend war für die Zeit der Weltausstellung – außerhalb der Innenstadt – ein Zeltlager errichtet worden. Rund 20.000 Jugendliche nahmen an Freizeiten für Konfirmanden teil und besuchten Sommerlager kirchennaher Jugendverbände. In der Stadt hatte die Arbeitsgemeinschaft Evangelische Jugend (AEJ) eine „Kletterkathedrale“ errichtet und sorgte damit für ein weiteres Angebot für die Jugend. Eine Summer School des Evangelischen Studienwerks e. V. stand unter dem Thema „Es reicht. Was mich angeht“.
Der Abschlussgottesdienst der Weltausstellung wurde am 10. September 2017 als Fernsehgottesdienst im ZDF live übertragen. Margot Käßmann hielt die Abschlusspredigt.
Das Kulturprogramm der „Tore der Freiheit – Weltausstellung der Reformation“ war allerdings mit dem Abschluss der Weltausstellung noch nicht beendet. Die Ausstellung „Luther und die Avantgarde“ schloss erst am 1. November 2017 und das Asisi-Panoramabild Wittenberg360 bleibt bis 2024 geöffnet.
Nach Abschluss der Weltausstellung wurden die Spiegelwege als Geschenk der Kirchen an die Lutherstadt Wittenberg übergeben. Das Bauwerk war 2017 nicht fertig geworden, es wurde nach dem Reformationsjubiläum allerdings weiter ausgeführt. Auch die Veranstaltung Church@night wird fortgesetzt. Ebenso wird das Gelände für das Zeltlager der Jugend für weitere Aktivitäten vorgehalten. Andere Exponate, wie z. B. die Installation der Arbeitsgemeinschaft der Evangelischen Jugend in Deutschland sind an anderen Orten neu aufgebaut worden. Die neue Züricher Bibel, die im Schweizer Pavillon gedruckt wurde, ist der Stadt Wittenberg geschenkt worden. Die Kunststofffolie auf dem Bibelturm wurde in Schultertaschen umgearbeitet und durch die Deutsche Bibelgesellschaft (DBG) verkauft.
Die Bemühungen um die Weltausstellung sind kritisch gewürdigt worden. Die einzelnen Mitwirkenden reagierten auf das ausbleibende Interesse und passten ihr Programm dem Geschmack des Publikums an. So wurde die zunächst kostenpflichtige Fahrt mit dem Riesenrad beispielsweise ab Juni 2017 kostenlos angeboten und die Eintrittspreise für die Ausstellung selbst gesenkt. Anfang Juli 2017 bilanzierte die Frankfurter Allgemeine Zeitung das Jubiläumsjahr: „Luther ist die Pleite des Jahres“. Ab September 2017 standen die Zahlen, die die Geschäftsführung des Reformationsjubiläum 2017 e. V. nannte, für eine Auswertung zur Verfügung. Die Präses der Synode der Evangelischen Kirche in Deutschland Irmgard Schwaetzer zeigte sich während der Synodentagung im November 2017 zufrieden mit den Erträgen der Weltausstellung und dem Reformationsjubiläum 2017. Das Jahr war aus der Sicht der vom Präsidium der Synode eingesetzten Beobachter („Scouts“) „ein Glaubensjubiläum, ein Beteiligungs-, Ökumene- und Kulturjubiläum“. Der Ratsvorsitzende der EKD, Landesbischof Heinrich Bedford-Strohm wies in seinem mündlichen Ratsbericht vor der Synode darauf hin, es gebe „Anlass zu großer Dankbarkeit“. Das Jugendcamp in Wittenberg gehöre z. B. „zu den Erfolgsgeschichten des Jubiläumsjahres“. 20.000 Jugendliche hätten am Jugendcamp in Wittenberg teilgenommen. Mehrfach habe er das Camp besuchen können und sei jedes Mal inspiriert wieder weggefahren. Christoph Markschies hatte schon im Oktober 2017 davor gewarnt, voreilig Schlüsse aus dem Reformationsjubiläum 2017 zu ziehen. Man brauche Zeit, das Erlebte auch in den tiefer liegenden Wirkungen auszuwerten. Er lobte die Aktivitäten in Wittenberg und gab den „praktischen“ Rat, „wenn man in diesen Wallanlagen das nächste Mal eine Großausstellung machen will, sollte man auffällige Hinweisschilder am Bahnhof aufstellen, damit die Besucher den Veranstaltungsort überhaupt finden können und nicht lediglich die Hauptstraße hinauf und wieder hinunter gehen“.

### Christusfest-Gottesdienst
Am 14. September 2017 lud die Evangelische Kirche in Deutschland zu einem besonderen Gottesdienst im Rahmen des Reformationsjubiläums 2017 ein: In der Konstantin-Basilika in Trier, der Evangelischen Kirche zum Erlöser, fand um 18 Uhr ein Christusfest-Gottesdienst statt. Die Predigt hielt Landesbischof Heinrich Bedford-Strohm, Vorsitzender des Rates der EKD (München), liturgisch gestaltet wurde der Gottesdienst unter anderem von Metropolit Augoustinos, Griechisch-Orthodoxe Metropolie von Deutschland (Bonn), Bischof Gerhard Feige, Bischof von Magdeburg und Vorsitzender der Ökumenekommission der Deutschen Bischofskonferenz (Magdeburg), Bischof Stephan Ackermann (Trier), Vizepräses der Evangelischen Kirche im Rheinland, Christoph Pistorius (Düsseldorf), Elisabeth Dieckmann (Frankfurt/Main), Geschäftsführerin Arbeitsgemeinschaft Christlicher Kirchen in Deutschland e. V., sowie Jörg Weber, Superintendent des Evangelischen Kirchenkreises Trier.
Mit dem Datum des 14. September wurde an das Fest der Kreuzerhöhung angeknüpft, das weltweit in römisch-katholischen, orthodoxen, anglikanischen und lutherischen Kirchen begangen wird. Der Gottesdienst richtete seinen Fokus auf den gekreuzigten Christus. „Christus Jesus erniedrigte sich selbst und ward gehorsam bis zum Tode, ja zum Tode am Kreuz.“ Dieser zentrale Vers aus dem Philipperbrief stand im Zentrum. Musikalisch wurde dies untermalt durch die Uraufführung der Kenosis-Komposition von Uwe Steinmetz (Berlin) zu Texten von Hartmut Handt (Köln).

### Ökumenisches Fest „Wie im Himmel so auf Erden“
Das ökumenische Fest „Wie im Himmel so auf Erden“ am 16. September 2017 in Bochum sollte ein Zeichen der Verbundenheit unter den Christen setzen und die gemeinsame Verantwortung aller Christen für die Gesellschaft unterstreichen. Dazu luden die Evangelische Kirche in Deutschland (EKD), die Deutsche Bischofskonferenz (DBK), der Deutsche Evangelische Kirchentag (DEKT) und das Zentralkomitee der deutschen Katholiken (ZdK) gemeinsam ein.
Der Bundestagspräsident Norbert Lammert hielt zum Auftakt einen Vortrag über Christsein im öffentlichen Raum und stellte sich dann einer Podiumsdiskussion zum Thema.
Weiterer Höhepunkt der Veranstaltung war ein ökumenischer Open-Air-Gottesdienst vor dem Deutschen Bergbau-Museum. Der Ratsvorsitzende der Evangelischen Kirche in Deutschland (EKD), Heinrich Bedford-Strohm, und der Vorsitzende der katholischen Deutschen Bischofskonferenz, Reinhard Marx, hielten eine Dialogpredigt im Angesicht des Förderturms, der an die Bedeutung von Kohle und Stahl im Ruhrgebiet erinnerte. Thema war auch dort der Auftrag der Christen in der Welt.

### Etablierung einer ökumenischen Gedächtniskultur
Zwei Jahre nach dem Reformationsjubiläum 2017 beschäftigte sich die Dissertation von Verena Hammes mit den Ereignissen dieses Jahres aus katholischer Sicht. Diese Publikation dient mit ihrem reichen Informationsmaterial als Dokumentationsquelle für die ökumenischen Aktivitäten auf Deutschlandebene und untersucht diese anhand der Parameter der Gedächtniskultur. Die Studie geht der Frage nach, ob es angesichts der gewachsenen ökumenischen Verständigung in Deutschland im 500. Jahr der Erinnerung an die Reformation gelungen ist, konfessionell geprägte und einander entgegenstehende Erinnerungstraditionen aufzubrechen und somit zu einer Etablierung einer ökumenischen Gedächtniskultur in Bezug auf die Reformationsmemoria beizutragen.

### Veranstaltungen am 31. Oktober 2017 in Wittenberg
Am Reformationstag 2017 selbst wurden in Wittenberg bereits am Vormittag mehrere Festgottesdienste gefeiert. Höhepunkte an diesem Tag waren dann der Festgottesdienst in der Schlosskirche am Nachmittag und der Staatliche Festakt im Stadthaus Wittenberg am Abend.

### Feiern anlässlich des 500. Jubiläums der Reformation 2017 in europäischen Städten
Eine große Anzahl evangelischer Kirchen in Europa hat an sehr vielen, über den gesamten Kontinent verteilten Orten auf mannigfaltige Weise das Reformationsjubiläum begangen.

## Reaktionen
Kritik am Reformationsjubiläum wurde von mehreren Seiten geübt. Als Kritikpunkte wurden genannt:
- Der zu starke Fokus auf Luther, obwohl aus der Reformation nicht nur die evangelisch-lutherische Kirche hervorgegangen sei und obwohl die Idee der Heiligenverehrung dem Protestantismus eigentlich fremd sei. – Der Fokussierung auf die Person Luthers und auf die Evangelisch-Lutherische Kirche im Rahmen einer „Lutherdekade“ wurde allerdings recht bald durch den ergänzenden bzw. ersetzenden Sprachgebrauch einer „Luther-/Reformationsdekade“ bzw. „Reformationsdekade“ durch verantwortende Akteure des Reformationsjubiläums begegnet.[105][106][107] Das Reformationsjubiläum 2017 sollte „gerade kein ‚Luther-Fest‘ werden […]; es sollen alle reformatorisch geprägten Kirchen, Konfessionen und Kulturen […] eingeladen werden […] Zur Feier der Reformation 2017 sind – so könnte man formulieren – darum alle eingeladen, Martin Luther ebenso wie die anderen großen Lehrer der Reformation wie z. B. Huldrych Zwingli, Philipp Melanchthon, Johannes Bugenhagen, Johannes Calvin, Heinrich Bullinger und Martin Bucer ebenso Frauen der Reformation wie Katharina von Bora, Katharina Zell, Ursula von Münsterberg, Elisabeth von Sachsen, aber auch die späteren ‚Kinder und Kindeskinder der Reformatoren‘ wie Philipp Jacob Spener und Johann Sebastian Bach, wie August Hermann Francke und Johann Heinrich Pestalozzi, wie Johann Gottfried Herder und Georg Wilhelm Friedrich Hegel, wie Johann Hinrich Wichern und Johannes Brahms u. v. a.“[108]
- einerseits die übertriebene Kommerzialisierung des Jubiläums, insbesondere der Person Luthers (z. B. in Form einer viel verkauften Luther-Figur des Spielzeugherstellers Playmobil); andererseits der oben zitierte Vorwurf der Bundesvereinigung der Deutschen Arbeitgeberverbände (BDA), ökonomische Aspekte würden bei der Art der Feier zu wenig berücksichtigt.

Als „ökumenische[n] Beitrag zur 500-Jahr-Feier der Reformation“ versteht der Niederländer Harmjan Dam, Maler und evangelischer Theologe, die Anfertigung einer „Luther-Ikone“, auf der Martin Luther, versehen mit einem Heiligenschein, im Stil der orthodoxen Kirchen eine aufgeschlagene Bibel in der Hand hält, in der zu lesen ist: „Solus Christus / Sola Scriptura“. Der Ansicht Dams nach sei „der evangelische Personenkult um Luther, insbesondere beim kommenden Reformationsjubiläum 2017, kaum von Heiligenverehrung zu unterscheiden“, weshalb er den Heiligenschein um die dargestellte Person gegenüber üblichen Ikonen stark zurücktreten lässt und stattdessen einen Heiligenschein um die abgebildete Heilige Schrift zieht: „Das eigentliche Heilige ist hier die Heilige Schrift!“
Die Bundestagsabgeordnete der Linken, Luc Jochimsen, kritisierte eine einseitige Fixierung auf Martin Luther mit dem Hinweis darauf, dass andere Reformatoren und die Rolle der Bevölkerung dabei nicht ausreichend gewürdigt würden. Der Kirchenhistoriker Thomas Kaufmann stellte im Tagesspiegel fest, Luther habe gegen seine Heroisierung zu Lebzeiten schon zu wenig getan.
Der Tübinger Kirchenhistoriker Volker Leppin lobte dagegen die ökumenische Ausrichtung und die theologischen Schwerpunkte des Reformationsjubiläums. „Die EKD hat für 2017 eine Punktlandung geschafft“, sagte er dem Evangelischen Pressedienst. Die Gefahr, dass das Jubiläum, anders als frühere Jubiläumsfeiern, deutschnationale oder protestantisch-abgrenzende Haltungen befördert hätte, sei abgewendet worden.
In der Zeit stellte Klaus Holz Ende 2016 fest, das Reformationsjubiläum trage bereits zu diesem Zeitpunkt Früchte. „Vielleicht wurde noch nie auf derart hohem Niveau über protestantische Judenfeindschaft gesprochen, geforscht, geschrieben wie heute. Bislang handelt es sich vor allem um Beiträge von Theologen, die teils als wissenschaftliche Publikationen, teils als Verlautbarungen hochrangiger kirchlicher Gremien erarbeitet wurden“, schrieb Holz. 2015 hatte sich die EKD von den judenfeindlichen Aussagen Luthers und anderer Reformatoren distanziert.
Es gibt auch Stimmen, die das Reformationsjubiläum primär unter dem Aspekt ökonomischer Nützlichkeit bewerten, insbesondere als Impuls für das Marketing von Kulturtourismus. So erklärt z. B. die thüringische Landesregierung, dass sie das Reformationsjubiläum als kulturelles, nicht als religiöses Ereignis unterstütze. Es gehe dem Staat neben der Tourismusförderung darum, das kulturelle Erbe der Reformation deutlich zu machen, nicht aber darum, „mit Steuergeldern der Kirche neue Mitglieder zuzuführen“. Für die Entwickler der Europäischen Kulturroute der Reformation, die 2019 als Kulturweg des Europarats zertifiziert werden soll, ist das Jubiläum ein Impuls für die „Inwertsetzung des reformationsspezifischen kulturellen Erbes“.
„Was jetzt an Vermarktung passiert, ist aus meiner Sicht banal, erbärmlich, albern“, meint der Kirchenhistoriker Thomas Kaufmann. Für den Ratsvorsitzenden der EKD, Heinrich Bedford-Strohm, geht es beim Reformationsjubiläum „nicht zuerst um Luther-Playmobil-Figuren, um Luther-Socken und Reformationsbonbons“. Diese seien aber ein Einstieg, um sich mit dem Jubiläum auseinanderzusetzen.
Margot Käßmann urteilt abschließend, dass das Reformationsjubiläum 2017 die „Lerngeschichte der Reformation“ hat sichtbar werden lassen. Sechs Punkte stehen dafür exemplarisch: 1. Die Reformation ist Weltbürgerin geworden. 2017 wurde in Afrika, Asien, Latein- und Nordamerika gefeiert und Vertreter von Kirchen aus aller Welt waren in Wittenberg anwesend. Das nationalistische Denken, das bei früheren Reformationsjubiläen erkennbar war, ist überwunden. 2. Ökumene ist heute selbstverständlich gelebte Realität der Kirchen der Reformation. Das bedeutet nicht, dass Unterschiede verwischt werden. Aber es gibt das Verständnis von „Geschwistern im Glauben“ in einer lebendigen Vielfalt von Kirchen. 3. Es gibt eine Lerngeschichte der Reformation mit Blick auf den Dialog der Religionen. Martin Luthers Antijudaismus ist unerträglich! Die evangelische Kirche weiß um ihre Schuld in der Zeit des Nationalsozialismus, als sie sich nicht schützend vor die Verfolgten jüdischen Glaubens gestellt hat! – Der Dialog mit Muslimen steht noch am Anfang. Ohne Gespräch miteinander bleibt die Gefahr, dass Religionen Unfrieden fördern. 4. Religion und Bildung schließen sich nicht aus. In einer Zeit, in der Fundamentalismus wieder wächst, ist das ein hochaktuelles Thema. 5. Frauen haben selbstverständlich Anteil an allen Ämtern der reformatorischen Kirchen. 6. Das Leben des Christenmenschen bewährt sich im Alltag der Welt. Glaube findet nicht im Abseits, in einer privaten Nische statt, sondern gibt uns eine Haltung in den Auseinandersetzungen unserer Zeit. Auch das ist hochaktuell.
Ein ähnliches „Resümee“ ergeben die „Einsichten“ aus den beiden Geschäftsstellen (s. o. Abschnitt Organisation): 1. Das Reformationsjubiläum 2017 wurde als „Ereignis von Weltrang“ (Deutscher Bundestag, 2011) zum ersten Mal im Laufe der Geschichte staatlich wie kirchlich international ausgerichtet. 2. Das Jubiläum wurde in Deutschland erstmals in einer demokratisch verfassten Gesellschaft gefeiert. Die Reformation wurde als gemeinsame Quelle der westlichen Wertewelt aufgezeigt und dabei die Schattenseiten Martin Luthers und der Reformation offen debattiert. 3. Die wissenschaftliche Erschließung der Reformation gelang insbesondere der Geschichtsforschung, die nicht nur hervorragende Einzelstudien erarbeitete, sondern auch auf einen reichen populärwissenschaftlichen Ertrag verweisen kann. 4. Allerdings lässt sich ohne eine öffentlichkeitswirksame Inszenierung aktueller Relevanz ein Jubiläum nicht feiern, zumindest nicht, wenn man eine breite Öffentlichkeit erreichen will. 5. Einige Kommunikationsideen im Reformationsjubiläum waren nicht mehr „in Rufweite“ des reformatorischen Inhaltes. Die Vielzahl inhaltlicher Zuspitzungen in Gestalt von Leitwörtern oder Kernaussagen machte es Außenstehenden schwer, den zentralen Erinnerungsimpuls zu verstehen. 6. Das Reformationsjubiläum 2017 wurde ein breit angelegtes Kulturjahr dank einer großzügigen, oft initiierenden Förderung des Bundes, der Länder und Kommunen, aber auch der Evangelischen Kirche in Deutschland und der Landeskirchen. 7. Als ein zentrales Medium der Erinnerungskultur erwies sich beim Reformationsjubiläum das klassische Format der Ausstellung (s. o.). 8. Zentrale Projekte und Initiativen zum Reformationsjubiläum erwiesen sich als wichtige (mentale und kommunikative) Voraussetzung für das starke regionale Engagement und die intensive dezentrale Beteiligung. 9. Neben Staat und Kirche erwies sich die Zivilgesellschaft mit ihren breit gefächerten Zugängen als unverzichtbarer Partner des Jubiläums. 10. Das Reformationsjubiläum wurde zu einem konfessionsverbindenden, ökumenischen Gedenken an die ursprüngliche religiöse Intention der Reformation.